# Грунуово-Кампомађоре Сан Лука (Латина)
Грунуово-Кампомађоре Сан Лука је насеље у Италији у округу Латина, региону Лацио.
Према процени из 2011. у насељу је живело 3912 становника. Насеље се налази на надморској висини од 15 м.